# Roßgraben (Saale)
Der Roßgraben ist ein linker Nebenfluss der Saale auf dem Gebiet der Stadt Halle (Saale) und des Saalekreises. Der Graben entspringt in zwei bereits Roßgraben genannten Quellbächen in der Ortschaft Zscherben. Der nördlichere fließt zunächst ostwärts, der südlichere hingegen zunächst südwärts. Dabei erreicht der nördlichere kurz das Stadtgebiet von Halle, um es am Bahnhof von Angersdorf, südlich von Halle-Neustadt, wieder zu verlassen. Nach Unterquerung der in West-Ost-Richtung verlaufenden Gleise fließt er westlich der Lauchstädter Straße mit dem südlichen Quellbach zusammen.
Der Roßgraben erreicht erneut Halle von Süden kommend im Bereich des Südparks von Halle-Neustadt. Nach Unterquerung der Bundesstraße 80 folgt er kurz der Straße Zollrain nach Norden, um dann nach Osten abzubiegen und schließlich, unmittelbar südlich der Passendorfer Kirche, in den Kirchteich einzufließen. Hier nimmt er Wasser aus der Grundwasserhaltung für den Stadtteil Neustadt auf und durchfließt im Anschluss den Dreiecksteich. Nach dem Austritt aus dem Dreiecksteich unterquert er erneut die B 80 und folgt dann in nördlicher Richtung – z. T. verrohrt – dem Passendorfer Damm auf dessen östlicher Seite. Nachdem er die Galopprennbahn Halle (Saale) im Norden passiert hat, biegt er nach Osten ab und mündet schließlich oberhalb der Elisabethbrücke in die Saale.